# Экономический университет — Варна
Университет экономики — Варна — общественный университет, расположенный в городе Варна, Болгария. Университет имеет аккредитацию, выданную Национальным агентством оценки и аккредитации.
Этот университет — высшее учебное заведение с долгой историей и своими традициями. Он был основан 14 мая 1920 года и первоначально был известен как высшая школа коммерции. Это старейший университет экономических наук в Варненской области, и второй в Болгарии после Софийского университета, который был основан в 1888 году. В нём обучается более чем 11 000 студентов, включая иностранных студентов.
Есть четыре факультета: Финансы и бухгалтерский учёт, Экономика, Информатика, Менеджмент, Межфакультетская Кафедра языка и Колледж туризма.
Здание университета находится рядом с морским садом. Здание стало символом города. В 2015 году корпус ЭУ-Варна был удостоен премии «здание года» 2015 года. Фасад отражает влияние французского Ренессанса и отчасти классического западноевропейского барокко. Фронтон, расположенный над главным входом — шедевр скульптора Кирилла Шиварова. Его украшают изображения двух греческих богов: Гермес держал в левой руке жезл купцов и Афина — богиня мудрости с открытой книгой на коленях.
Университет выпускает бакалавров и магистров